# Iringmulyo
Iringmulyo is een bestuurslaag in het regentschap Metro van de provincie Lampung, Indonesië. Iringmulyo telt 12.425 inwoners (volkstelling 2010).